# 13 janvier 1974
Le dimanche 13 janvier 1974 est le 13e jour de l'année 1974.

## Naissances
- Alexandre Baillard, joueur de hockey sur glace français
- Frédéric Patouillard, joueur de football français
- Irina Volkonski, artiste russe
- Mark Sanger, monteur britannique
- Mary Jo Sanders, boxeuse professionnelle américaine
- Sergey Garbuzov, joueur de water-polo russe
- Sergueï Bryline, joueur de hockey sur glace russe
- Thierry Debès, footballeur français

## Décès
- André-Léon-Aimé Cavelier (né le 19 février 1894), homme politique français
- Ezzedine Belhassine (né le 28 février 1950), joueur tunisien de football
- Ludwig Ferdinand Clauss (né le 8 février 1892), psychologue allemand
- Raoul Jobin (né le 8 avril 1906), artiste lyrique
- Salvador Novo (né le 30 juillet 1904), poète mexicain
- Sholom Secunda (né le 4 septembre 1894), compositeur américain

## Événements
- Super Bowl VIII
- Grand Prix automobile d'Argentine